# Etsi ecclesia Christi

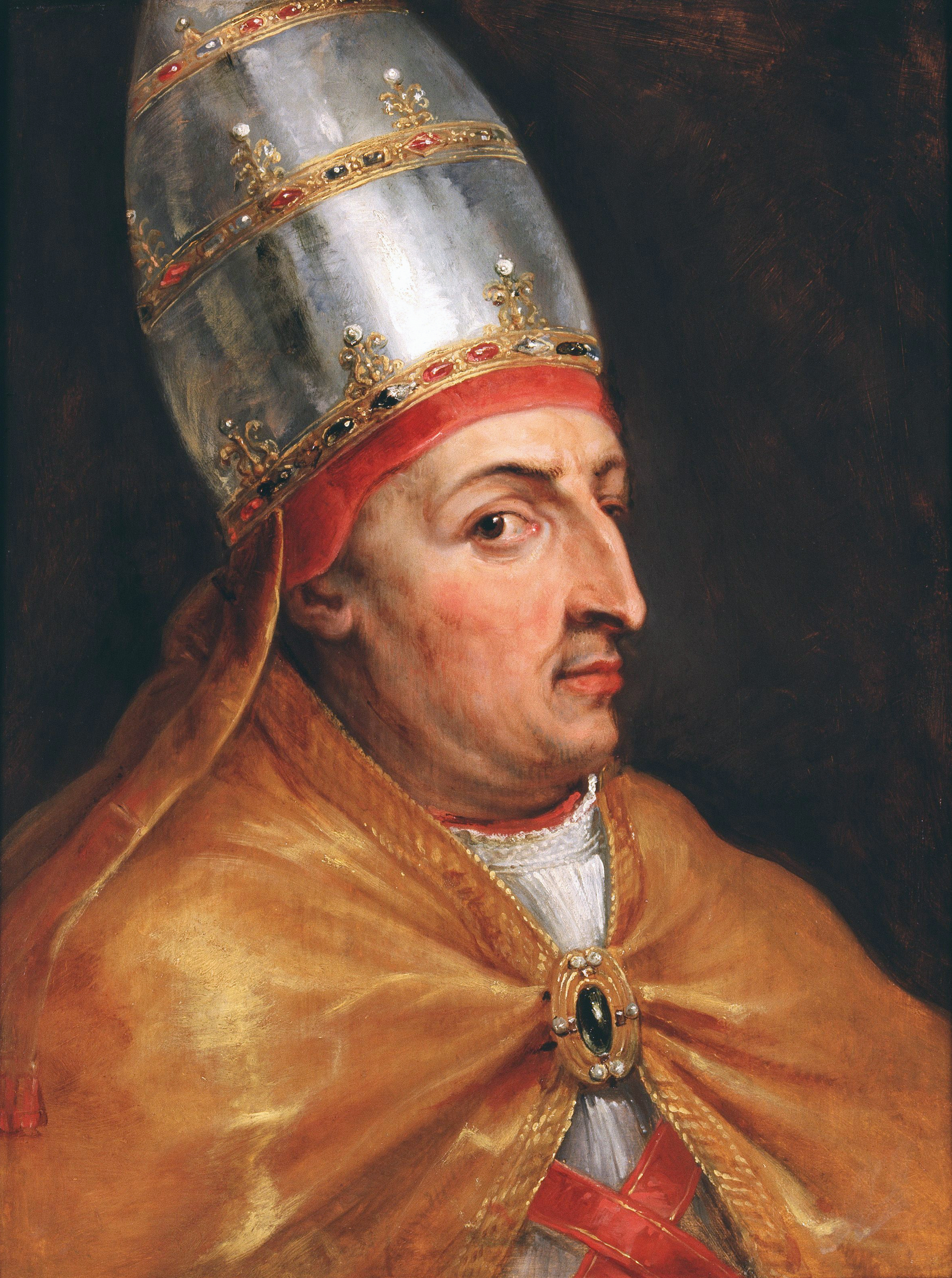
Papa Nicolás V.

Etsi ecclesia Christi es una bula papal emitida por el papa Nicolás V el 30 de septiembre de 1453 en respuesta a la caída de Constantinopla ante el Imperio otomano.
Nicolás I declaró que la toma de Constantinopla por los otomanos era el último de una larga serie de ataques contra la cristiandad por parte del islam, cuyos seguidores ya habían conquistado Oriente, Egipto y el norte de África. Afirmó además que estos eran el cumplimiento de las profecías de Juan de Patmos en el Apocalipsis y llamó al sultán otomano Mehmed II el «segundo Mahoma» y precursor del Anticristo. Nicolás instó a los gobernantes a defender la cristiandad con sus vidas y su dinero, y concedió indulgencias a quienes, durante seis meses, participaron en esta cruzada.